# Selski Vrh
Selski Vrh je naselje u slovenskoj Općini Slovenskim Konjicama. Selski Vrh se nalazi u pokrajini Štajerskoj i statističkoj regiji Savinjskoj. 

## Stanovništvo
Prema popisu stanovništva iz 2002. godine naselje je imalo 93 stanovnika.